# Norton RCW588
La Norton RCW588 è una motocicletta da competizione realizzata dalla casa motociclistica inglese Norton dal 1987 al 1994.

## Descrizione

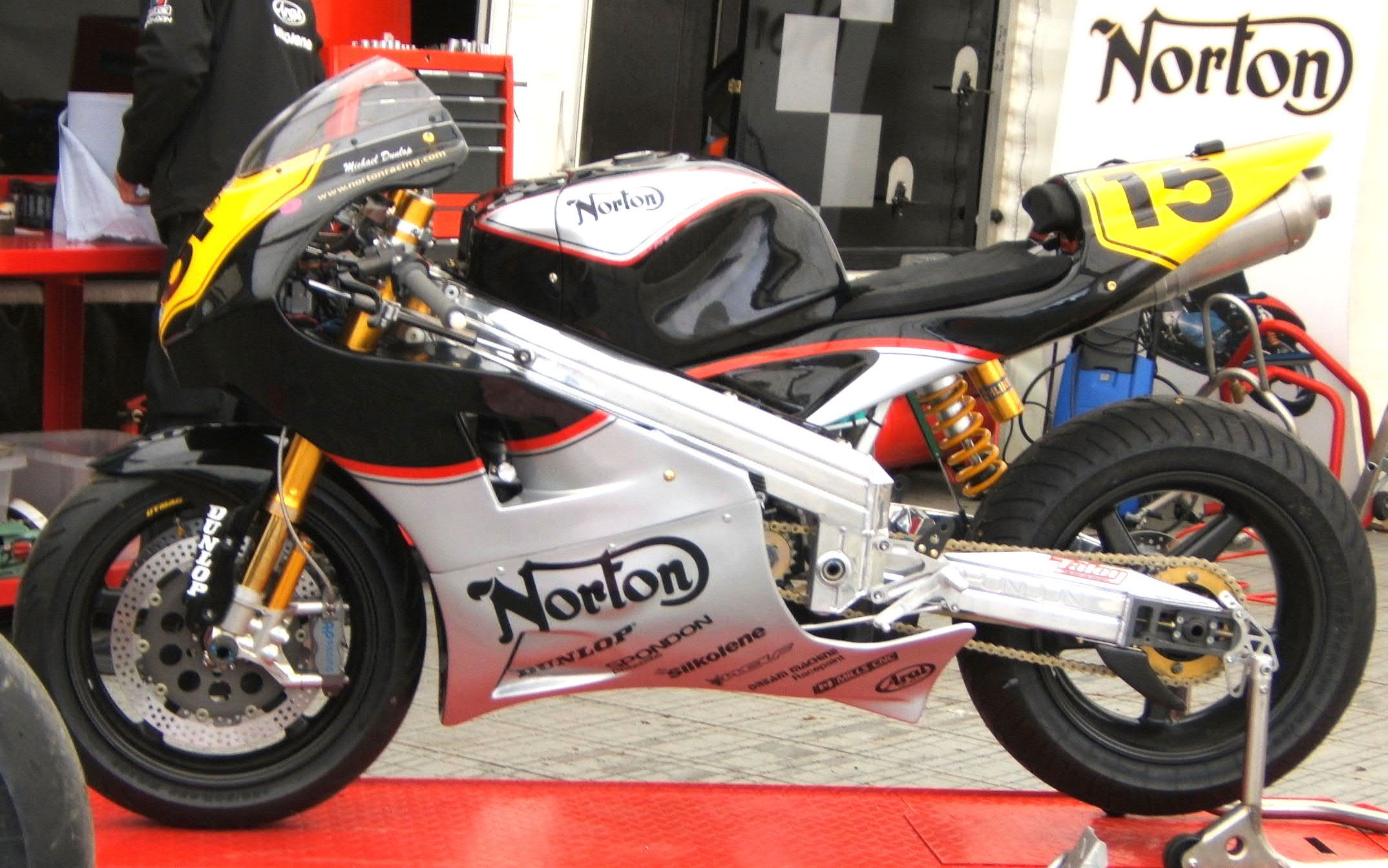
Norton RCW588

La moto inizialmente montava una versione raffreddata ad aria del motore Wankel a doppio rotore già impiegato sulla stradale Norton Classic; in seguito a partire dal 1989, venne adottata una versione raffreddata ad acqua.

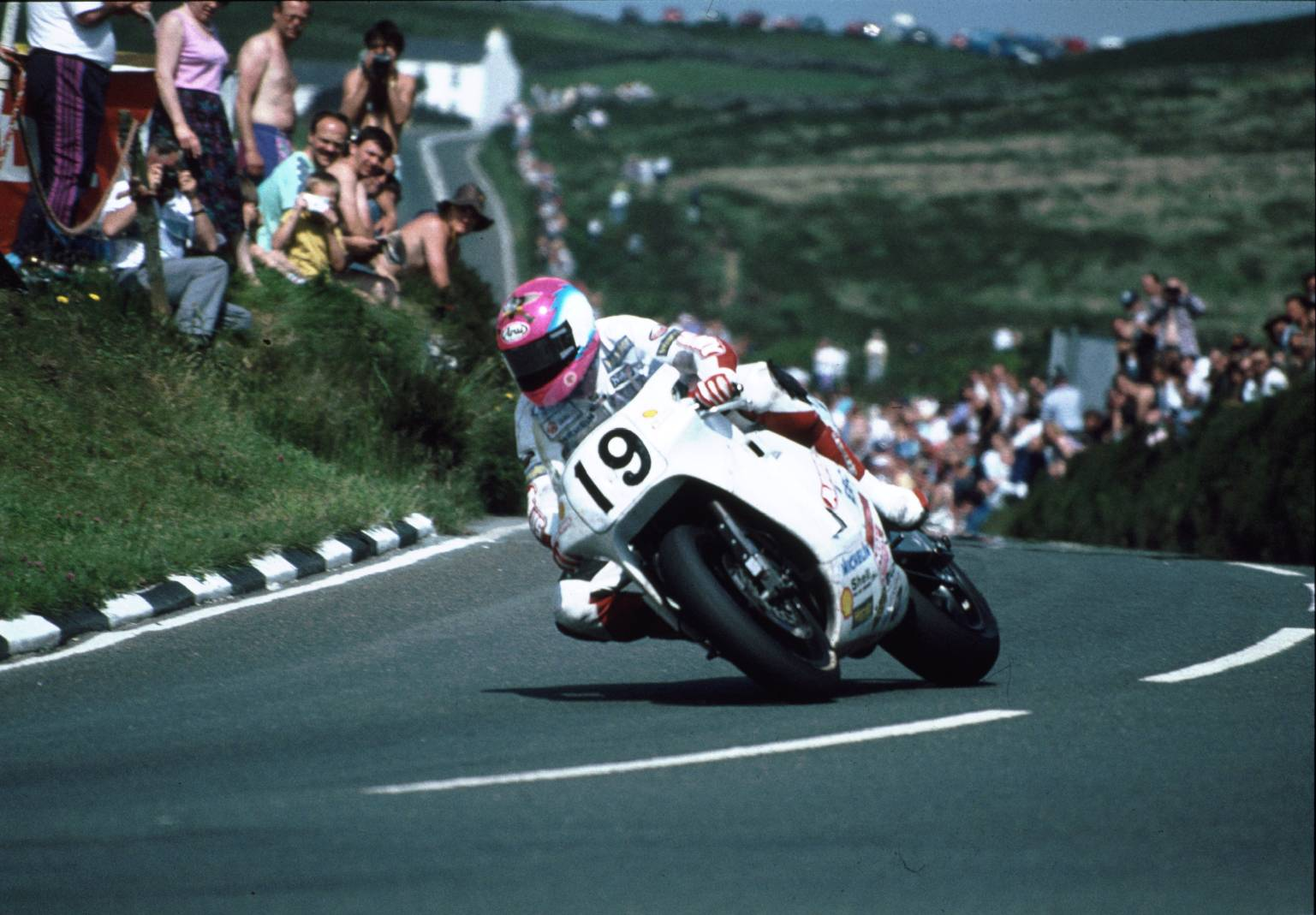
Steve.Hislop alla TT 1992

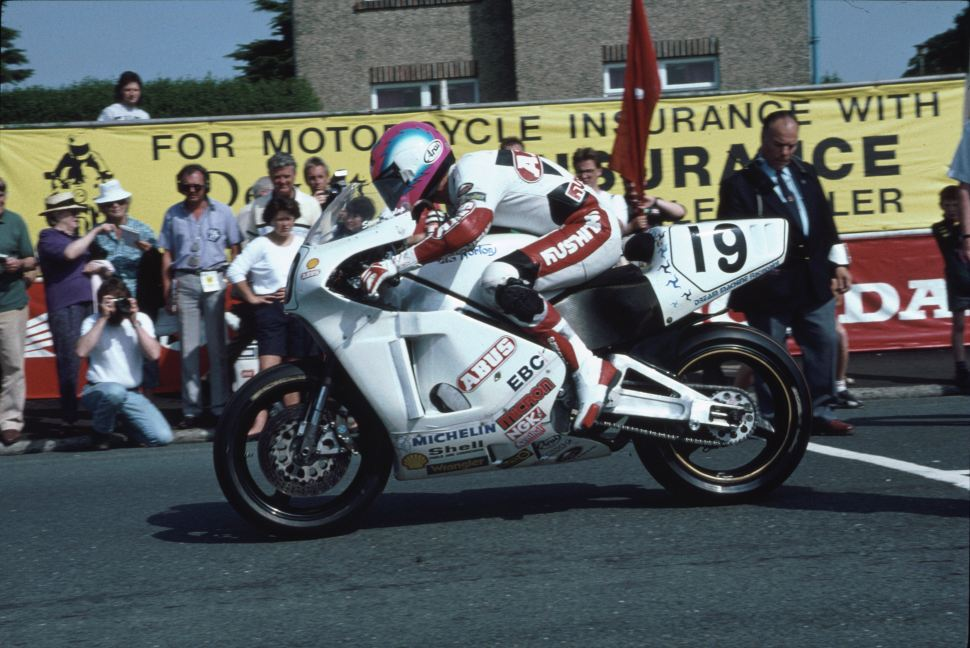
Steve.Hislop su RCW588

## Attività sportiva
Il suo impiego nelle corse cominciò alla fine del 1987, con il dipendente della Norton Malcolm Heath come pilota collaudatore, per poi essere completata dal 1989 con una squadra di sei piloti, che includeva Trevor Nation e Simon Buckmaster. Con il sostegno dello sponsor John Player & Sons, la Norton ottenne un significativo numero di successi nelle competizioni con alla guida Steve Spray, Robert Dunlop e Ron Haslam, insieme agli altri due piloti Andy McGladdery e Terry Rymer. Nel 1990 vinse il British Formula One and Superbike Steve Hislop ottenne una vittoria alla Senior TT del 1992, la prima vittoria della Norton dal 1961; in seguito Ian Simpson vinse il British Superbike Championship nel 1994. Grazie alla configurazione del motore Wankel avente una cilindrata di 588 cm³, nel 1990 venne omologato dalla FIM, consentendo alla Norton di entrare nella classe 500 del Motomondiale.